# James B. Goodno
James B. Goodno es un periodista político estadounidense.

## Biografía
Se inició el periodismo profesional como reportero para The Phoenix, un semanario de Nueva York, y posteriormente trabajó como redactor en Dollars & Sense, Appellation y Urban Ecology. Actualmente reside en Berkeley (California) y cubre con frecuencia noticias en los Estados Unidos, Sudeste de Asia y todo el mundo. Es colaborador de Planning Magazine, donde escribe sobre planificación urbana y regional, justicia social y política. Fue corresponsal en Filipinas para Jane's Sentinel Security Assessments, una publicación de Londres, y contribuye a numerosas revistas nacionales e internacionales. Sus artículos aparecen en The American Prospect, Foreign Policy, Legal Affairs, The New Statesman y otras. Durante muchos años vivió en el sudeste asiático y estuvo siete años en Manila y otros dos en Bangkok. En varios momentos fue corresponsal de In These Times, Pacifica Network News, World Trade y otros medios de comunicación.

## Obras
- The Philippines: Land of Broken Promises, London: Zed Books, 1991.
- Con John A. Miller, Which Way To Grow?: Poverty and Development in Southeast Asia. London: Zed Books, 1998.